# Афанасово (Дмитровский городской округ)
Афанасово — деревня в Дмитровском районе Московской области, в составе городского поселения Дмитров. Население — 12 чел. (2010). До 2006 года Афанасово входило в состав Ильинского сельского округа.
По писцовым книгам 1562 года сельцо Афанасово Повельского стана по реке Яхроме принадлежит Дмитровскому Борисоглебскому монастырю по духовной грамоте дмитровских князей Юрия Васильевича и Юрия Ивановича. По писцовым книгам 1627—1628 годов при Афанасово на реке Яхроме значится мельничный мост.

## Расположение
Деревня расположена в центральной части района, примерно в 6 км южнее Дмитрова, на безымянном ручье, правом притоке реки Яхрома, высота центра над уровнем моря 188 м. Ближайшие населённые пункты в 300 м — Капорки на востоке и Кромино на западе.

## Население
| 2002 | 2006 | 2010 |
| ---- | ---- | ---- |
| 14   | ↘13  | ↘12  |